# خوابیدن با دیگران (فیلم)
خوابیدن با دیگران (انگلیسی: Sleeping with Other People) فیلمی در ژانر کمدی رمانتیک است که در سال ۲۰۱۵ منتشر شد.

## بازیگران
- جیسون سودیکیس
- الیسون بری
- ناتاشا لیون
- آماندا پیت
- ادام اسکات
- مارک بلوکاس
- آندرئا سوج